# ستراژ (ناحیه دوماژلیتسه)
ستراژ (به چکی: Stráž) یک منطقهٔ مسکونی در جمهوری چک است که در ناحیه دوماژلیتسه واقع شده‌است. ستراژ ۲٫۶۵ کیلومتر مربع مساحت و ۲۳۵ نفر جمعیت دارد و ۵۰۳ متر بالاتر از سطح دریا واقع شده‌است.